# Dekanat Gidle
Dekanat Gidle – jeden z 36 dekanatów rzymskokatolickich należących do  archidiecezji częstochowskiej. Należy do regionu radomszczańskiego.

## Parafie
Do dekanatu Gidle należy 9 parafii:
- Borzykowa – parafia św. Apostołów Piotra i Pawła
- Cielętniki – parafia Przemienienia Pańskiego
- Ciężkowice – parafia NMP Królowej Wszechświata
- Gidle – parafia Najświętszej Maryi Panny Bolesnej
  - Kościół Najświętszej Maryi Panny Bolesnej w Gidlach
  - klasztor dominikanów – Bazylika Wniebowzięcia Najświętszej Maryi Panny w Gidlach
  - Kościół św. Marii Magdaleny w Gidlach
- Maluszyn  – parafia św. Mikołaja BW
  - Kościół św. Mikołaja BW w Maluszynie
- Pławno – parafia św. Stanisława BM
  - Kościół św. Stanisława Biskupa Męczennika w Pławnie
- Soborzyce – parafia św. Urszuli DM
- Łysiny – parafia Najświętszego Serca Jezusowego
- Żytno – parafia Niepokalanego Poczęcia NMP
  - Kościół Niepokalanego Poczęcia Najświętszej Maryi Panny w Żytnie